# Jatropha unicostata
Jatropha unicostata es una especie de planta fanerógama perteneciente a la familia Euphorbiaceae. Es un endemismo de Socotra, una isla de Yemen. Su hábito natural son los bosques secos tropicales o subtropicales.

## Taxonomía
Jatropha unicostata fue descrita por John Hutton Balfour y publicado en Proceedings of the Royal Society of Edinburgh 12: 94. 1884.